# Christine Prinsloo
Christine Prinsloo, född den 3 maj 1952 i Oldeani, Tanzania, är en zimbabwisk landhockeyspelare.
Hon tog OS-guld i damernas landhockeyturnering i samband med de olympiska landhockeytävlingarna 1980 i Moskva.